# Ichneumon obscuritarsis
Ichneumon obscuritarsis là một loài tò vò trong họ Ichneumonidae.